# Pedicularis bicolor
Pedicularis bicolor är en snyltrotsväxtart som beskrevs av Friedrich Ludwig Diels. Pedicularis bicolor ingår i släktet spiror, och familjen snyltrotsväxter. Inga underarter finns listade i Catalogue of Life.